# Wilson Hobson
Wilson Hobson je bivši američki hokejaš na travi iz Philadelpije. 
Bio je dijelom sastava predstavništva SAD-a koje je sudjelovalo na hokejaškom turniru na OI 1932. u Los Angelesu. SAD su izgubile obje utakmice. Osvojile su broncu. Hobson nije odigrao nijedan susret. Bio je pričuvnim igračem.
Bio je dijelom sastava predstavništva SAD-a koje je sudjelovalo na hokejaškom turniru na OI 1936. u Berlinu. SAD su izgubile sve 3 utakmice u prvom krugu, u skupini "A". Zauzele su posljednje, 11. mjesto. Hobson nije odigrao nijedan susret. Bio je pričuvnim igračem.